# 艾莎·阿基多
艾莎·阿基多（義大利語：Asia Argento，1975年9月20日—）是意大利著名的女演员、导演、歌手和模特儿。

## 简介
阿基多的母亲是女演员达里娅·尼科洛迪；她的父亲是達利歐·阿基多，意大利电影导演，制片人及编剧，其父亲在意大利工作，并且对现代恐怖片电影产生了深远影响；她的母亲的曾祖父是作曲家阿尔弗雷多·卡塞拉。

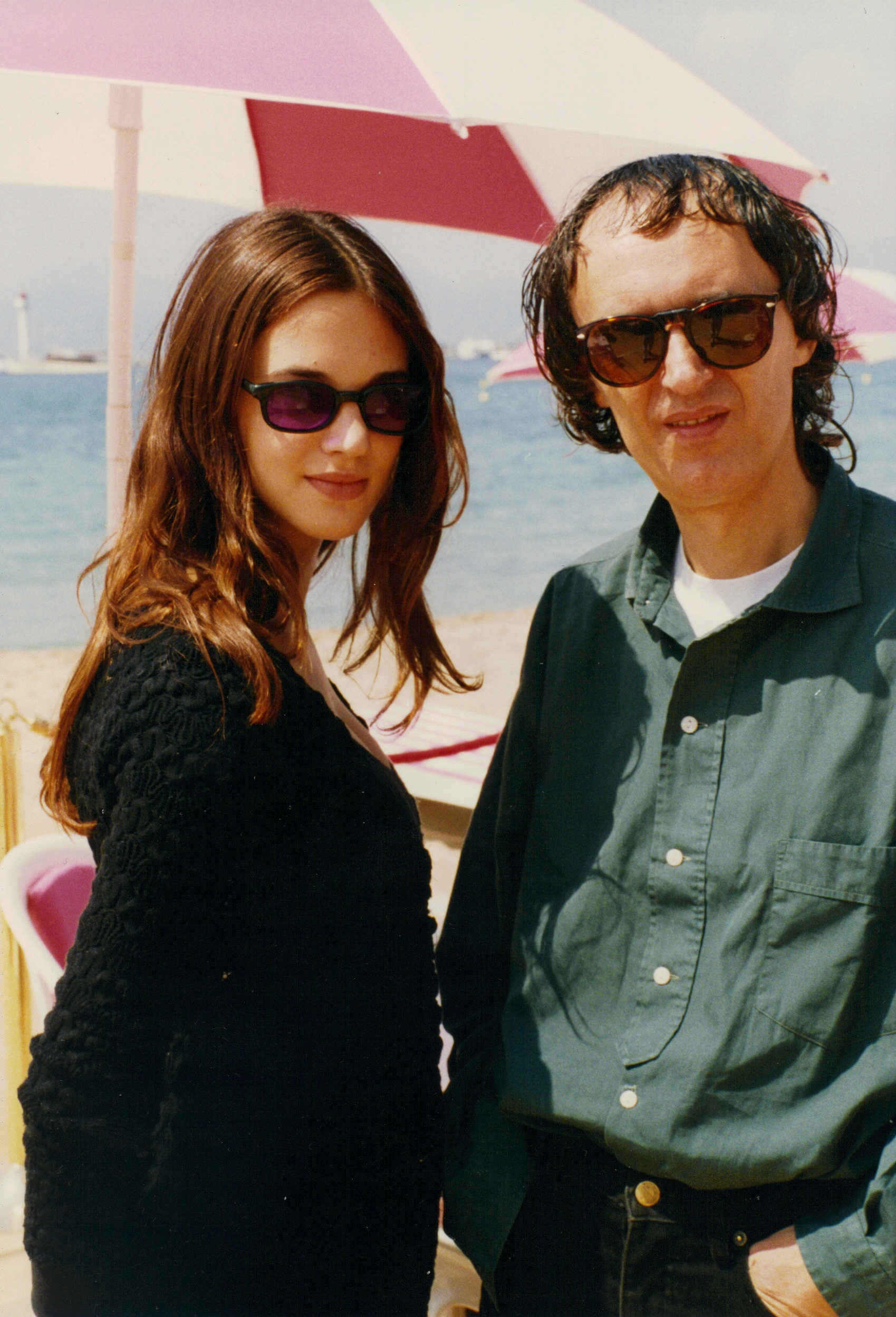
艾莎·阿基多和其父亲在1993年戛纳电影节。

当阿基多出生在罗马的时候，罗马生育登记处拒绝拒绝承认“艾莎”作为一个适当的名字，而是登记的“艾拉·阿基多”，不过她依旧正常使用艾莎·阿基多作为姓名出现在工作和生活中。
阿基多说，作为一个孩子，她在童年时感到孤单和沮丧，因为他父母的工作。
他父亲读剧本给她当做睡前故事。
8岁时，阿基多出版了一本诗歌集。14岁时，她离开家庭，独立生活。童年时，她是一个内向、喜欢阅读和没有朋友的人。
阿基多在接受《制片人杂志》（ Filmmaker ）采访时说，她和父亲的关系并不密切。
她提到，他不在时，她还是个孩子。她还提到，她没有一个快乐的童年。
关于父亲和她的演技的关系，她表示：“我从来没有演戲的野心，我采取行动，得到父亲的注意。我的戲劇花了很长时间，才使得他注意到我。我开始表演时，我才九岁；他注意到我时，那时我已经16岁。他不仅是我的父亲，而且他还是我的导演。我一直认为必须有一些歪主意在你的头脑，为了要受到大家喜爱。”

## 爭議
2018年8月，《紐約時報》發表的一篇文章中詳述她於2013年在加利福尼亞州的一間酒店內對當時17歲的演員兼音樂家吉米·班奈特進行性侵犯，並安排了向她的原告支付380,000美元。

## 个人生活
除了一口流利的意大利语，她还能讲英语和法语。

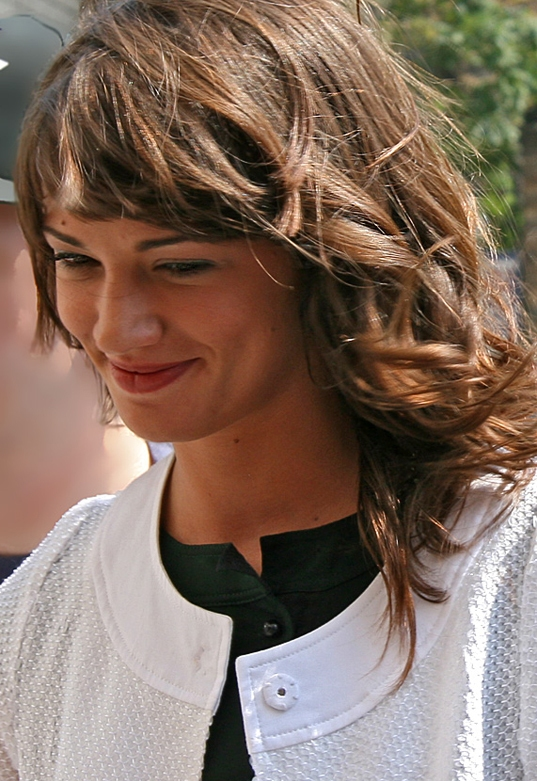
阿基多在2007年多伦多国际电影节。

她的第一个孩子，安娜·露，于2001年6月20日出生。女儿是她和意大利摇滚音乐人马尔科·科斯托迪的孩子。她是以自己死于摩托车事故中的姐妹安娜·塞罗利的名字来给自己女儿命名的。
2008年8月27日，阿基多和电影导演米歇尔·西维塔结婚。同年9月15日，她的第二个孩子：乔瓦尼·尼古拉，出生于罗马。阿基多和西维塔於2013年離婚。
2017年，阿基多公開她正在和安東尼·波登交往。

## 作品
| 年份   | 中文名称             | 英文名称                                | 角色       | 备注 |
| ------ | -------------------- | --------------------------------------- | ---------- | ---- |
| 1986年 |                      | Dèmoni 2                                |            |      |
| 1988年 | 红色木鸽             | Palombella Rossa                        |            |      |
| 1989年 | 教堂幽靈             | The Church                              |            |      |
| 1993年 | 外伤                 | Trauma                                  |            |      |
| 1994年 | 玛歌皇后             | La Reine Margot                         |            |      |
| 1996年 | 司汤达综合症         | The Stendhal Syndrome                   |            |      |
| 1996年 | 旅行伙伴             | Traveling Companion                     |            |      |
| 1997年 | 偷心三人组           | Viola bacia tutti                       |            |      |
| 1998年 | 豪门诱惑             | New Rose Hotel                          |            |      |
| 1998年 | 心太狂               | B. Monkey                               |            |      |
| 1998年 | 歌剧魅影             | The Phantom of the Opera                |            |      |
| 2000年 | 悲惨世界             | Les Misérables                          |            |      |
| 2000年 | 大卫的情人           | Scarlet Diva                            |            |      |
| 2002年 | 红色妖姬             | The Red Siren                           |            |      |
| 2002年 | 极限特工             | xXx                                     | 伊辛巴耶娃 |      |
| 2003年 | 圣徒                 | Saint                                   |            |      |
| 2004年 | 保镖                 | The Keeper                              |            |      |
| 2004年 | 巧克力猫王           | The Heart Is Deceitful Above All Things |            |      |
| 2005年 | 最后的日子           | Last Days                               |            |      |
| 2005年 | 辛蒂：娃娃是我的     | Cindy: The Doll Is Mine                 |            |      |
| 2005年 | 活死人之地           | Land of the Dead                        |            |      |
| 2006年 | 现场怪异！模具怪异！ | Live Freaky! Die Freaky!                |            |      |
| 2006年 | 友好地开火           | Friendly Fire                           |            |      |
| 2006年 | 绝代艳后             | Marie Antoinette                        |            |      |
| 2007年 | 情慾2重奏            | The Last Mistress                       |            |      |
| 2007年 | 分离                 | Disengagement                           |            |      |
| 2007年 | 登机门               | Boarding Gate                           |            |      |
| 2007年 | 恶灵之泪             | The Mother of Tears                     |            |      |
| 2008年 | 寄物柜婴儿           | Coin Locker Babies                      |            |      |
| 2008年 | 战争岁月             | De la guerre                            |            |      |
| 2009年 | 钻石13               | Diamond 13                              |            |      |